# Смирнова Ганна Максимівна
Га́нна Макси́мівна Смирно́ва (15 лютого 1918, Казанська губернія, нині Республіка Марій Ел, Російська Федерація — 9 лютого 1991, село Маяки (нині село Княгининок), Луцький район Волинська область) — українська радянська діячка, ланкова колгоспу імені Хрущова Луцького району Волинської області. Герой Соціалістичної Праці (26.02.1958). Депутат Верховної Ради СРСР 5—6-го скликань.

## Біографія
Народилася 15 лютого 1918 року на території сучасної Республіки Марій Ел в багатодітній родині бідного селянина. Батько рано помер. Родина повернулася на Волинь.
Здобула початкову освіту. З дванадцятирічного віку наймитувала в польського поміщика. У 1935 році стала членом підпільної комсомольської організації. Переслідувалася польською владою, певний час перебувала в ув'язненні за участь у першотравневій демонстрації.
У 1939—1947 роках — працівниця паперової фабрики, лісопильного заводу, радгоспу.
У 1947—1952 роках — колгоспниця, а з 1952 року — ланкова колгоспу імені Хрущова (пізніше — «Маяк») села Маяки Луцького району Волинської області. Вирощувала високі врожаї кок-сагизу та цукрових буряків.
Член КПРС з 1953 року.
Указом Президії Верховної Ради СРСР від 26 лютого 1958 року за особливі заслуги у розвитку сільського господарства та досягнення високих показників з виробництва зерна, цукрових буряків та інших продуктів сільського господарства і впровадження у виробництво досягнень науки і передового досвіду Смирновій Ганні Максимівні присвоєно звання Героя Соціалістичної Праці з врученням ордена Леніна та золотої медалі «Серп і Молот».
Працювала в колгоспі до виходу на пенсію. Очолювала жіночу раду села Маяки (Княгининок).
На пенсії — в Луцькому районі Волинської області. Померла 9 лютого 1991 року.

## Нагороди
- присвоєно звання Героя Соціалістичної Праці з врученням ордену Леніна та золотої медалі «Серп і Молот» (26.02.1958).
- орден Трудового Червоного Прапора (5.08.1954).
- два ордени «Знак Пошани» (31.12.1965, 8.04.1971).
- медаль «За трудову доблесть» (25.12.1959).
- медалі.